# Interplanetarisk rymdfart
Interplanetarisk rymdfart är rymdfart mellan planeter, vanligtvis inom samma planetsystem.

## Nuvarande situation
Även om människan ännu bara nått Månen med bemannade farkoster, har hon med hjälp av obemannade rymdsonder utforskat stora delar av Solsystemet. Vissa sonder, som Voyager 1, har redan lämnat Solsystemet medan Pioneer 10, Pioneer 11 och Voyager 2 är på väg att göra det.
Däremot är bemannad interplanetarisk rymdfart vanligt i science fiction. Runt 1950 trodde man interplanetariska resor skulle bli vardagsmat runt 2010.

### Fotnoter
1. ↑  ”NASA Spacecraft Embarks on Historic Journey Into Interstellar Space”. http://www.jpl.nasa.gov/news/news.php?release=2013-277. Läst 20 februari 2014.
2. ↑  ”Så trodde man på 50-talet - och så här blev det: Den annorlunda framtiden”. Allt om vetenskap. 4 januari 2011. http://www.alltomvetenskap.se/nyheter/den-annorlunda-framtiden. Läst 14 september 2014.